# Гендальф (премія)
«Гендальф» (англ. Gandalf) — премія за досягнення у жанрі фентезійної літератури, що вручалася Товариством світової науки щорічно з 1974 по 1981 рр. Премія названа на честь персонажа творів Толкіна на ім'я Гендальф, чарівника зі світу Середзем'я. 

## Історія
Нагорода була створена і спонсорувалася відомим американським письменником та видатним редактором Ліном Картером і «Гільдії меча та магії Америки» (SAGA), асоціації письменників-фантастів. Отримувачі були відібрані шляхом голосування учасників у фантастичних конвенцій світової науки відповідно до процедур, за якими вручалася премія Г'юго у ранні роки.
Нагороди були вручені у двох категоріях, за досягнення усього життя і за книги, видані протягом попереднього року. Пізніше премію було скасовано у зв'язку з більшою популярністю двох конкурентних фентезійних премій, вперше представлених у 1975 році — Всесвітня премія фентезі досягнення всього життя і Всесвітня премія фентезі за найкращий роман.

## Премія «Гендальф» за класом "Гросмейстер"
«Гендальф, "Гросмейстер"»  - премія за досягнення всього життя у жанрі фентезі. Премія вручалася щороку з 1974 по 1981 рр. Першим переможцем було названо нещодавно померлого (1973) Джона Толкіна. Наступні 7 Гросмейстерів фентезі було названо за життя:
- 1974 - Дж Р. Р. Толкін
- 1975 - Фріц Лайбер
- 1976 - Л. Спрег де Кемп
- 1977 - Андре Нортон
- 1978 - Пол Ендерсон
- 1979 - Урсула Ле Гуїн
- 1980 - Рей Бредбері
- 1981 - Кетрін Люсіль Мур

Серед інших номінантів, що не стали лауреатами премії, були Клайв Льюїс, Джек Венс, Роджер Желязни, Меріон Зіммер Бредлі, Енн Маккефрі тощо.

## Премія «Гендальф» за класом "найкраща книга у жанрі фентезі"
«Гендальф, „премія за книгу у жанрі фентезі“» — вручалася лише двічі, у 1978 та 1979 році. Знову першим переможцем став Толкін: «Сильмариліон», написаний у співавторстві з Крістофером Толкіном як редактором. Другим був «Білий Дракон» Енн Маккефрі. 
Премійовані книги:
- 1978 - «Сильмариліон», Джон Р. Р. Толкін, під редакцією Крістофера Толкіна
- 1979 - «Білий Дракон» Енн Маккефрі